# アサイラム/閉鎖病棟
『アサイラム/閉鎖病棟』（アサイラム へいさびょうとう、原題: Asylum）は、2005年に公開されたイギリスの恋愛映画。監督はデヴィッド・マッケンジー。パトリック・マグラアの小説『閉鎖病棟』をベースとしている。

## あらすじ
精神科医である夫の転勤に合わせて、息子とともに引っ越してきたステラ。
夫に不満を抱き、満たされない日々を過ごしていた彼女は夫の勤務先である精神病院に入院していた芸術家エドガーと出会い、たがいに惹かれあう。エドガーが病院を脱走した後も二人の関係は続いた。
だが、エドガーは妻を殺した過去があり、ステラも彼に振り回されていった。

## キャスト
- ナターシャ・リチャードソン：ステラ
- マートン・チョーカシュ：エドガー
- ヒュー・ボネヴィル：マックス
- ガス・ルイス：チャーリー
- イアン・マッケラン：ピーター
- ジョス・アクランド：ジャック
- ショーン・ハリス：ニック
- ワンダ・ヴェンサム

## 原作
パトリック・マグラア 『閉鎖病棟』 河出書房新社、1999年6月、ISBN 978-4-309-20321-8。